# Union (Carolina del Sud)
Union è una città degli Stati Uniti d'America, situata nella Contea di Union nello Stato della Carolina del Sud.